# منفذ زفرة المسلم الأخيرة
منفذ زفرة المسلم الأخيرة (بالإسبانية: Puerto del Suspiro del Moro)‏ هو ممر جبلي يقع بالقرب من مدينة غرناطة في إسبانيا. وهو يحفز من سييرا نيفادا، ويعمل كحلقة وصل بين فيغا غرناطة والوادي الخصيب ليكرين.

## أسطورة
تقول الأسطورة أنه أطلق عليه الأسبان اسم (el último suspiro del Moro) أو زفرة المسلم الأخيرة وذلك كناية بحسرة أبي عبد الله محمد الثاني عشر بعد أن تنازل عن حكمه وما زال هذا الاسم متداول إلى يومنا هذا، وتعود قصته إلى آخر ملوك بني الأحمر وهو أبو عبد الله محمد الصغير أو كما يسميه الأسبان الصغير (el chico)، حيث تزعم أن ملك غرناطة المسلم أبو عبد الله لمّا سلّم مفاتيح آخر دولة إسلامية في شبه الجزيرة الإيبيرية للملكين الكاثوليكيين سنة 1492م ثمّ همّ مغادرا تلك المدينة رفقة عائلته وحاشيته، صعد ربوة تطلّ على غرناطة وحمرائها ثم زفر زفرة ألم وتحسّر على ضياع ملكه وانقراض دولة الإسلام بالأندلس على يديه. في نفس اليوم الذي دخل فيه الأسبان غرناطة، غادر أبو عبد الله قصره وموطن عزه ومجد آبائه، وتقدم نحو فرديناند وهو جالس على كرسية ومد إليه مفاتيح الحمراء قائلا له: ""إن هذه المفاتيح هي الأثر الأخير لدولة الإسلام في إسبانيا، وقد أصبحت أيها الملك سيد تراثنا وديارنا وأشخاصنا، هكذا قضى الله، فكن في ظفرك رحيمًا عادلاً"، ويقال بأنه ركع له ثم تقدم صحبة فرديناند نحو الملكة إيزابيلا لتحيتها، وغادر المكان، وعندما أشرف في مسيره على منظر غرناطة انهمر دمعه وأجهش بالبكاء، فصاحت به أمه عائشة: "أجل، فلتبك كالنساء مُلكاً لم تستطع أن تدافع عنه كالرجال". وتقول إحدى الروايات إن أبا عبد الله رجا فرديناند أن يغلق الباب الذي خرج منه لآخر مرة حتى لا يجوزه من بعده إنسان.
يؤكد المؤرخون على أن (زفرة أبي عبد الله الأخيرة) ليست سوى اختراع من طرف الأسقف أنطونيو كيفارا Antonio Guevara للحصول على مصداقية لدى الإمبراطور كارلوس الخامس. حيث يبيّن الباحث ليوناردو بيلينا أن سيرة أبي عبد الله وجزءا من عائلته أغلبها مملوء بالتحريفات المتعمدة. فليس هناك شك في أن فاطمة هي زوجة أبي الحسن وأنهما كانا أبوين، لكن ليس أكثر. وهكذا فقصة (زفرة المسلم الأخيرة) خاطئة لأن أبا عبد الله لم يمر عبر الطريق القديم بين غرناطة ومتريل (و هو الذي نسبت إليه القصة). فحسب الكاتب: (أبو عبد الله توقّف مرّة واحدة لمشاهدة غرناطة من بعض المرتفعات الجبلية للبدول Pedul من باب المنار، لأنه من هنا أخذ يتفكر في طريق البشرات).